# PGC 1141900
LEDA/PGC 1141900 ist eine Galaxie mit ausgeprägten Emissionslinien im Sternbild Walfisch südlich der Ekliptik. Sie ist schätzungsweise 844 Millionen Lichtjahre von der Milchstraße entfernt.

Im selben Himmelsareal befinden sich u. a. die Galaxien IC 204 und IC 1781.